# 徐邈 (前赵)
徐邈（?—?），東晉十六国汉赵官员。

## 生平
徐邈开始是王弥的部下，311年，王弥与石勒互相猜忌，刘暾劝王弥征召曹嶷大军谋取石勒。王弥让刘暾去召曹嶷，并请石勒一起到青州。刘暾到东阿时，被石勒骑兵抓获，石勒秘密杀掉刘暾。王弥部将徐邈、高梁都带领所属军队离去，王弥的军队逐渐衰弱。徐邈后来归附刘曜，324年，前凉张骏派参军王骘交聘前赵，刘曜问王骘，凉州能否保证竭诚与赵国和好，王骘回答：“不能。”侍中徐邈说：“你来与我国结好，又说不能保证，为何？”王骘说：“齐桓公在贯泽与诸侯盟会，忧心忡忡，诸侯不请自来。等到葵丘会盟时，自恃功高，盛气凌人，结果九国叛盟。赵国的教化，如果久後与今日相似，我可以担保竭诚与赵国和好。”刘曜厚礼相待，送王骘返回。